# Kohuana Indijanci
Kohuana (Cajuenche), pleme Yuman Indijanaca u 2. polovici 18. stoljeća naseljeno na istočnoj obali rijeke Colorado, nešto niže od ušća Gile u Arizoni (jedno selo), Kaliforniji (dva sela). Najbliži srodnici bijahu im Halyikwamai. Hernando de Alarcón naziva ih (1540.) imenom Coana. Kasnije 1604. – 5. posjećuje ih Juan de Ońate. Moguće je da su oni isto pleme koje 1704. – 5. Kino naziva imenom Cutguane. Pouzdani podaci o njima dolaze nam 1776. od Francisco Garcésa koji za njih kaže da su brojan narod koji živi u neprijateljstvu s plemenom Cocopa. Plemena Kaveltcadom, Kohuana, Halyikwamai i Halchidhoma mnogo slabija od Mohava i Yuma, bila su izvrgnuta njihovima progonima i pokoljima. Ovo ih je navodilo na česte migracije uz i niz rijeku Colorado. Godine 1823. Otac Caballero nalazi ih na donjoj Gili na putu iz zemlje Mohava na jug prema zemlji Yuma. Već godine 1828. nalaze se u sjevernoj Sonori gdje su ostali sve dok 1838. – 9. nisu opet migrirali uz Gilu i priključili se Maricopama, i nastanili se kod sadašnjeg Gila Crossinga. Ovo je tada bilo najsjevernije Maricopa-selo. Negdje 1850. Mohave i Yume zavladaše donjom Gilom i Coloradom, sela Maricopa gdje su se Kamije sklonili, ostala su depopulirana. Maricope, premda srodni Yumama i Mohavama potraže spas tako što se udružiše sa stranim plemenom Pima, rođacima Papago Indijanaca. Među Maricopama je Bartlett 1855. pronašao 10 Kohuana. Jedan Kroeberov izvjestitelj iz plemena Mohave informira ga o 36 Kohuana Indijanaca koji žive u njegovom plemenu. 
Prema Mooneyu 1680. godine moglo je biti 3,000 Kohuana. NAHDB kalkulira da je 1900. bilo još njih pedesetak. Kasnije se više ne spominju kao posebno pleme i od 1900. vode se kao nestali. 
Kohuana Indijanci bijahu sjedilačko pleme koje je živjelo od lova i obrade tla. 

## Vanjske poveznice
- Kohuana  Arhivirana inačica izvorne stranice od 28. listopada 2014. (Wayback Machine)